# Palazzo Bellavite

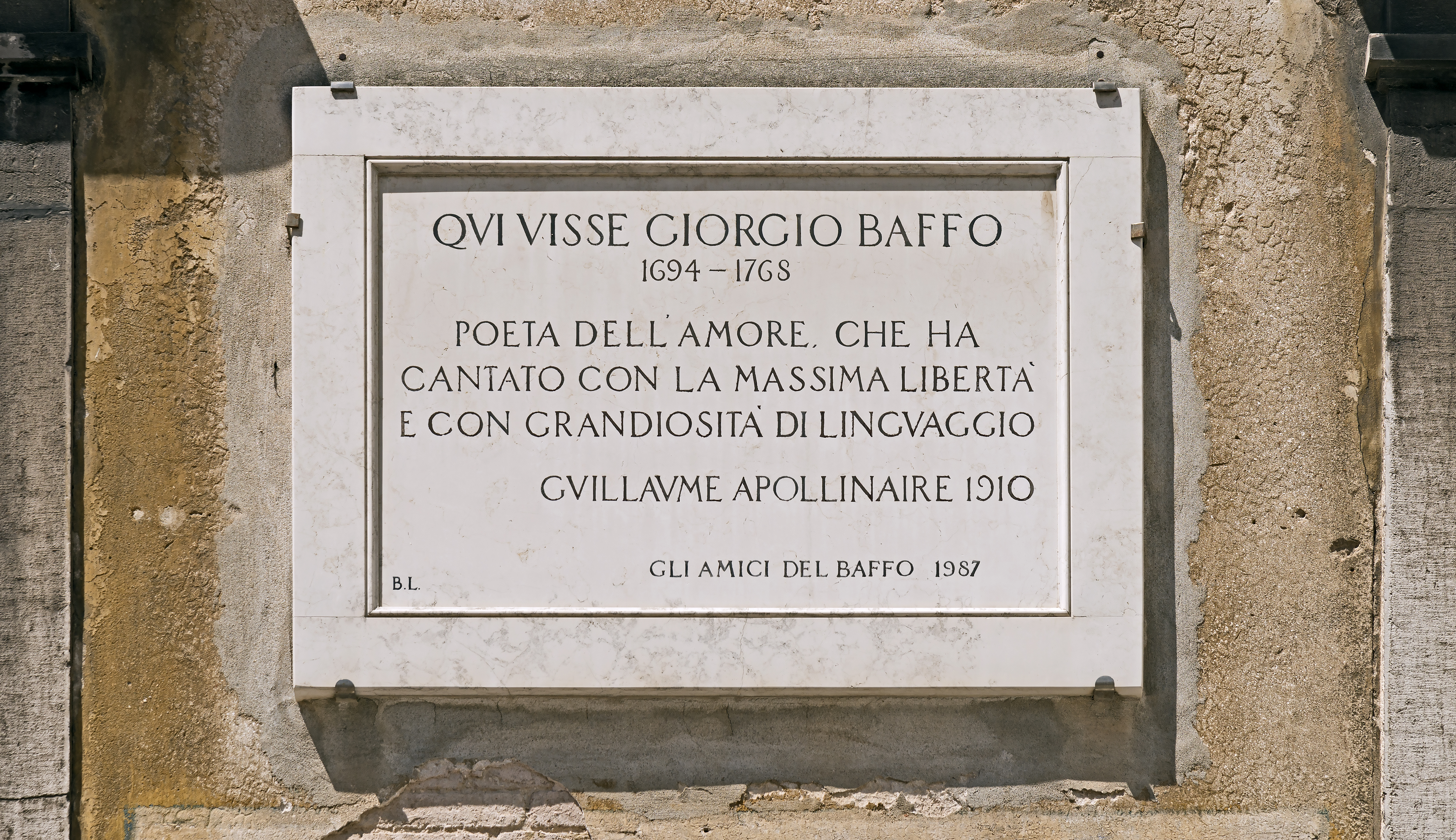
Particolare della facciata del palazzo, con la lapide che commemora la presenza di Giorgio Baffo

Palazzo Bellavite è un palazzo veneziano del XVI secolo, situato in campo San Maurizio, nel sestiere di San Marco. È anche noto come Palazzo Bellavite Baffo, perché vi visse l'ultimo membro della famiglia Baffo.

## Architettura
Costruito per Dionisio Bellavite nel primo Cinquecento in luogo del vecchio campanile della chiesa di San Maurizio, il palazzo, su quattro livelli, si caratterizza per la presenza sulla facciata di due serliane sovrapposte.
Gli interni sono settecenteschi; si sa che il palazzo fu affrescato, nel corso del XVI secolo, ad opera di Paolo Veronese, ma di tale lavoro nulla resta.
Gli affreschi ora visibili sono del Settecento, attribuiti a Pietro Antonio Novelli.
Un tempo prestigiosa dimora, il palazzo è oggi sede di un centro studi e di uffici.